# Charles Bullen (musicien)
Pour les articles homonymes, voir Charles Bullen et Bullen.
Charles Bullen est un musicien britannique, connu pour avoir membre du groupe This Heat, qu'il a lui-même fondé, en compagnie de Gareth Williams et Charles Hayward, de 1976 à 1982, au sein duquel il jouait guitare, basse, claviers et s'occupait également du chant.
Il entame une carrière solo, sous le nom de Lifetones, mais ne sort qu'un album, For a Reason, en 1983. Il poursuit désormais sa carrière sous son propre nom, et exerce également la profession de technicien du son depuis 1981.